# Step by Step (album New Kids on the Block)
Step by Step è un album della boy band statunitense New Kids on the Block, pubblicato il 5 giugno 1990 dall'etichetta discografica Columbia.
L'album è stato prodotto da Maurice Starr, che è anche autore unico di 7 brani ed ha collaborato alla composizione dei 5 rimanenti.

## Tracce
1. Step by Step
2. Tonight
3. Baby, I Believe in You
4. Call It What You Want
5. Let's Try It Again
6. Happy Birthday
7. Games
8. Time Is on Our Side
9. Where Do I Go from Here?
10. Stay with Me Baby
11. Funny Feeling
12. Never Gonna Fall in Love Again

## Formazione
- Jordan Knight - voce, cori
- Jonathan Knight - voce, cori
- Joey McIntyre - voce, cori
- Donnie Wahlberg - voce, cori
- Danny Wood - voce, cori

Collaboratori
- Maurice Starr - produzione, strumenti vari

## Classifiche

### Classifiche settimanali
| Classifica (1990) | Posizione massima |
| ----------------- | ----------------- |
| Australia         | 4                 |
| Austria           | 6                 |
| Canada            | 1                 |
| Finlandia         | 3                 |
| Francia           | 6                 |
| Germania          | 1                 |
| Giappone          | 10                |
| Italia            | 13                |
| Norvegia          | 4                 |
| Nuova Zelanda     | 1                 |
| Paesi Bassi       | 11                |
| Regno Unito       | 1                 |
| Stati Uniti       | 1                 |
| Svezia            | 12                |
| Svizzera          | 8                 |

### Classifiche di fine anno
| Classifica (1990) | Posizione |
| ----------------- | --------- |
| Austria           | 20        |
| Canada            | 12        |
| Francia           | 10        |
| Germania          | 23        |
| Italia            | 69        |
| Nuova Zelanda     | 17        |
| Paesi Bassi       | 48        |
| Regno Unito       | 22        |
| Stati Uniti       | 34        |
| Svizzera          | 26        |